# Musepack
Musepack nebo MPC (dříve MPEGplus, MPEG+, MP+) je ztrátový zvukový formát vyvíjený od roku 1997 Andree Buschmannem pod licencemi LGPL a BSD. Je založen na formátu MPEG-1 Layer 2 a je specificky optimalizován pro stereofonní zvuk s datovým tokem 160–180 kb/s (maximum až 320 kb/s). Soubory v tomto formátu mají koncovky .mpc, .mp+ a .mpp.